# Ультрароялісти
Ультрароялісти (фр. ultraroyalistes) — реакційне, монархістське політичне угрупування у Франції під час Реставрації Бурбонів у 1814-1830 роках. Виступали проти ліберальних, демократичних та республіканських ідей Французької революції та прагнули повернути абсолютну монархію. Ультрароялісти також підтримували кампанію Білого терору проти колишніх революціонерів і були навіть реакційніші ніж сам король Людовик XVIII. Намагаючись зберегти громадський спокій король мусив вгамовувати ультрароялістів і шукати підтримки також і серед ліберальної опозиції. Завдяки сприятливому для них виборчому законодавству ультрароялісти були добре представлені в парламенті, неодноразово здобували там більшість і намагалися законодавчо скасувати досягнення революційної доби та провадити політику терору проти колишніх революціонерів.